# Comando Europeu dos Estados Unidos
O Comando Europeu dos Estados Unidos (United States European Command, EUCOM, na sigla em inglês) é um dos nove Comandos Unificados de Combate das forças militares estadunidenses, sediado em Stuttgart, Alemanha. Sua área de atuação cobre cinquenta e quatro milhões de quilômetros quadrados (54 000 000 km²) e 51 países e territórios, incluindo Europa, Rússia e Israel. O comandante do EUCOM serve, simultaneamente, como Comandante Aliado Supremo ("Supreme Allied Commander") na OTAN, uma aliança militar internacional. Durante a Guerra do Golfo e a Operação Northern Watch, o EUCOM controlou as forças aéreas da Base Aérea de İncirlik.

## Comandantes do EUCOM
Antigamente, esta posição recebia o título de "Comandante em Exercício". Entretanto, após ordem do Secretário de Defesa Donald Rumsfeld, em 24 de outubro de 2002, o título passou a ser apenas "Comandante". 
| #   | Nome                           | Foto | Origem      | Ingresso               | Saída                  |
| --- | ------------------------------ | ---- | ----------- | ---------------------- | ---------------------- |
| 1.  | General Matthew Ridgway        |      | Exército    | 30 de maio de 1952     | 11 de julho de 1953    |
| 2.  | General Alfred Gruenther       |      | Exército    | 1 de julho de 1953     | 20 de novembro de 1956 |
| 3.  | General Lauris Norstad         |      | Força aérea | 20 de novembro de 1956 | 1 de janeiro de 1963   |
| 4.  | General Lyman Lemnitzer        |      | Exército    | 1 de janeiro de 1963   | 1 de julho de 1969     |
| 5.  | General Andrew Goodpaster      |      | Exército    | 1 de julho de 1969     | 15 de dezembro de 1974 |
| 6.  | General Alexander M. Haig, Jr. |      | Exército    | 15 de dezembro de 1974 | 1 de julho de 1979     |
| 7.  | General Bernard W. Rogers      |      | Exército    | 1 de julho de 1979     | 26 de junho de 1987    |
| 8.  | General John Galvin            |      | Exército    | 26 de junho de 1987    | 23 de junho de 1992    |
| 9.  | General John Shalikashvili     |      | Exército    | 23 de junho de 1992    | 22 de outubro de 1993  |
| 10. | General George Joulwan         |      | Exército    | 22 de outubro de 1993  | 11 de julho de 1997    |
| 11. | General Wesley Clark           |      | Exército    | 11 de julho de 1997    | 3 de maio de 2000      |
| 12. | General Joseph Ralston         |      | Força aérea | 3 de maio de 2000      | 17 de janeiro de 2003  |
| 13. | General James L. Jones         |      | Marinha     | 17 de janeiro de 2003  | 7 de dezembro de 2006  |
| 14. | General Bantz J. Craddock      |      | Exército    | 7 de dezembro de 2006  | 30 de junho de 2009    |
| 15. | Almirante James G. Stavridis   |      | Marinha     | 30 de junho de 2009    | 10 de maio de 2013     |
| 16. | General Philip M. Breedlove    |      | Força aérea | 10 de maio de 2013     | 4 de maio de 2016      |
| 17. | General Curtis M. Scaparrotti  |      | Exército    | 4 de maio de 2016      | 3 de maio de 2019      |
| 18. | General Tod D. Wolters         |      | Força Aérea | 3 de maio de 2019      | 1 de julho de 2022     |
| 19. | General Christopher G. Cavoli  |      | Exército    | 1 de julho de 2022     | presente               |